# Hank Beenders
Henry G. "Hank" Beenders (2 de junio de 1916, Haarlem, Holanda - 27 de octubre de 2003, Somerset, Nueva Jersey, Estados Unidos) fue un jugador de baloncesto con doble nacionalidad neerlandés y estadounidense.
Beenders nació en Holanda, y migró hacia los Estados Unidos a la edad de ocho. Vivió en Brooklyn, Nueva York y en Scotch Plains, Nueva Jersey, moviéndose a Bridgewater Township, Nueva Jersey a finales de los 60. Él asistió al Instituto North Plainfield High School situado en la ciudad con el mismo nombre, North Plainfield, Nueva Jersey.

## Trayectoria deportiva
Jugó en la posición de pívot en el Long Island University de 1941 (campeón ese año), y fue capitán durante la temporada 1941-42 bajo el entrenador Clair Bee, ahora en el salón de la fama. Él llegó a ser uno de los primeros jugadores internacionales en la NBA (cuando era la Basketball Association of America) y fue el primero en alcanzar las finales de la NBA. Beenders jugó para Providence Steamrollers en 1947 y 1948, promedió 12.3 puntos en su año rookie, lo que supuso el decimotercer mejor promedio de la liga en esa temporada. Además jugó para los Philadelphia Warriors en 1948, y para los Boston Celtics en 1949. En 1949 dejó el baloncesto, la BAA pasaría a ser la NBA después de añadir muchos equipos de la National Basketball League (NBL).
Beenders fue además veterano de guerra (sirvió en el Cuerpo Aéreo del Ejército de los Estados Unidos durante la Segunda Guerra Mundial). Él comenzó su carrera profesional después de la guerra. Después de acabarla, se convirtió en el representante de las ventas internacionales de una empresa de ropa en la ciudad de Nueva York durante 35 años. Tenía 87 cuando murió en el Centro Médico Somerset en Somerville, Nueva Jersey.

## Estadísticas de su carrera en la NBA

### Temporada regular
| Año     | Equipo                  | PJ  | TC%  | TL%  | APP | PPP  |
| ------- | ----------------------- | --- | ---- | ---- | --- | ---- |
| 1946–47 | Providence Steamrollers | 58  | .262 | .704 | .6  | 12.3 |
| 1947–48 | Providence Steamrollers | 21  | .265 | .638 | .3  | 6.8  |
| 1947–48 | Philadelphia Warriors   | 24  | .333 | .583 | .3  | 2.5  |
| 1948–49 | Boston Celtics          | 8   | .214 | .778 | .4  | 2.4  |
| Total   | Total                   | 111 | .265 | .687 | .5  | 8.4  |

### Playoffs
| Año   | Equipo                | PJ | TC%  | TL%  | APP | PPP |
| ----- | --------------------- | -- | ---- | ---- | --- | --- |
| 1948  | Philadelphia Warriors | 12 | .229 | .538 | .3  | 1.9 |
| Total | Total                 | 12 | .229 | .538 | .3  | 1.9 |